# Мойсес Паніагуа
Мойсес Паніагуа (ісп. Moisés Paniagua; нар. 16 серпня 2007, Тариха) — болівійський футболіст, нападник клубу «Олвейс Реді».

## Клубна кар'єра
Народився 16 серпня 2007 року в місті Тариха. Вихованець футбольної школи клубу «Олвейс Реді». Дорослу футбольну кар'єру розпочав 2022 року в основній команді того ж клубу, кольори якої захищає й донині.

## Виступи за збірну
У 2022 році Мойсес Паніагуа дебютував у складі юнацької збірної Болівії (U-17), а в 2023 році у складі юнацької збірної країни брав участь у юнацькому чемпіонаті Південної Америки. Загалом станом на листопад 2024 року на юнацькому рівні взяв участь у 4 іграх, відзначившись одним забитим голом.
У червні 2024 року Мойсеса Паніагуа включили до попередньої заявки національної збірної Болівії для участі в Кубок Америки 2024 року. Проте 9 червня 2024 року було повідомлено, що Паніагуа не включений до остаточного списку болівійської збірної через те, що він є неповнолітнім, а один із його батьків не зміг отримати американську візу у потрібний термін, щоб футболіст зміг прибути на турнір вчасно із батьками.